# Fenneralpheus chacei
Fenneralpheus chacei är en kräftdjursart som beskrevs av Felder och Manning 1986. Fenneralpheus chacei ingår i släktet Fenneralpheus och familjen Alpheidae. Inga underarter finns listade i Catalogue of Life.